# Hanging Lake (Antarktika)
Der Hanging Lake (englisch für Hängender See) ist ein 300 m langer, 100 m breiter, in der Mitte 2,5 m tiefer und permanent zugefrorener See im ostantarktischen Mac-Robertson-Land. Er liegt in den Framnes Mountains.
Das Antarctic Names Committee of Australia benannte ihn 2005 nach seiner relativen geographischen Lage zum benachbarten Lake Henderson.